# 588 v. Chr.
Portal Geschichte | Portal Biografien | Aktuelle Ereignisse | Jahreskalender | Tagesartikel

◄ |
7. Jahrhundert v. Chr. |
6. Jahrhundert v. Chr. |
5. Jahrhundert v. Chr. |
►

◄ | 600er v. Chr. | 590er v. Chr. | 580er v. Chr. | 570er v. Chr. |
560er v. Chr. |
►

◄◄ | ◄ | 591 v. Chr. | 590 v. Chr. | 589 v. Chr. | 588 v. Chr. |
587 v. Chr. |
586 v. Chr. |
585 v. Chr. |
► |
►►

## Ereignisse
- 10. Januar: Das babylonische Heer unter Nebukadnezar II. beginnt mit der Belagerung Jerusalems, nachdem König Zedekia von Juda im Vorjahr einen Aufstand gegen die babylonische Oberherrschaft begonnen hat.
- Die Belagerung Jerusalems wird kurzfristig unterbrochen, als Pharao Apries von Ägypten zugunsten der Judäer eingreift. Als dieser sich allerdings wieder nach Ägypten zurückzieht, führt Nebukadnezar die Belagerung fort.
- Dorer aus Korfu und Korinth gründen Apollonia im Süden Illyriens.